# Kungliga Lawntennisklubben
Kungliga Lawntennisklubben, officiellt namn Kungl. Lawn Tennis Klubben, förkortat KLTK, är en tennisklubb i Stockholm. Den instiftades år 1896 av Sveriges dåvarande kronprins, sedermera kung Gustaf V, och fram till 1909, två år efter Gustafs trontillträde, kallades klubben Kronprinsens Lawntennisklubb. Klubben uppförde 1943 Kungliga Tennishallen vid Lidingövägen i Stockholm.

## Historik

### Kronprinsens tennisintresse

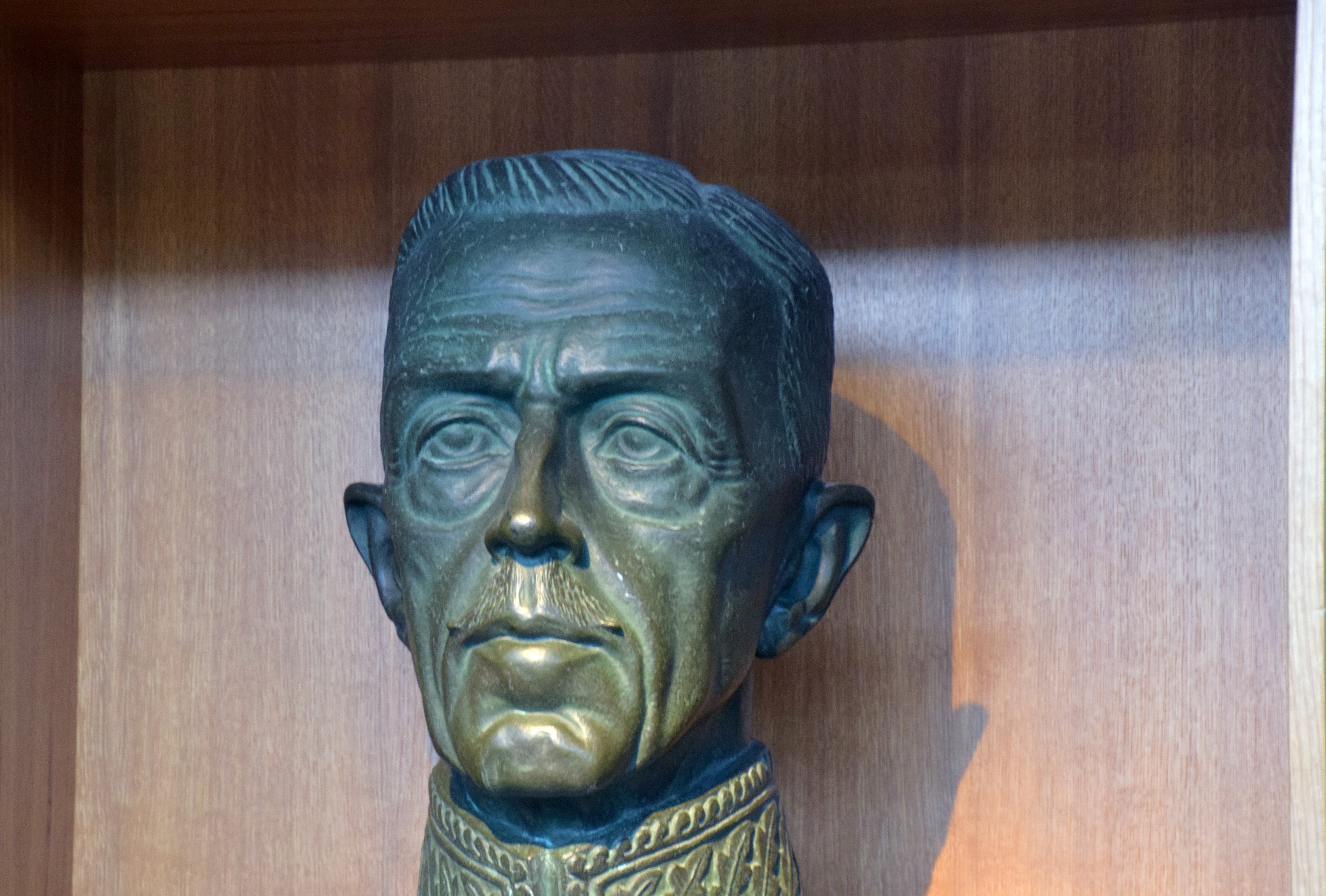
Byst föreställande KLTK:s grundare Gustaf V av skulptör Anders Jönsson, 1938

Kronprins Gustaf hade, som en av de första svenskarna, lärt känna tennisspelets (engelska: lawn tennis) grunder under vistelse i England 1878–1879. Han blev entusiastisk för spelet och tog med sig hem tennisracketar och tennisbollar. Redan 1879 anlades en tennisbana i Ryfors, möjligen med stöd av kronprinsen, och 1881 lät kronprinsen anlägga en tennisbana vid Tullgarns slott. Under hela sitt liv var den svenske monarken gynnare av tennissporten i Sverige. Han var också, ofta under pseudonymen "Mr. G", själv utövare av sporten, även i tävlingssammanhang. Tillsammans med Gunnar Setterwall vann han en internationell tävling som spelades 1906 i Stockholm. Kungen hade under de fem första årtiondena av 1900-talet ett mycket stort inflytande över svensk tennis. Som gynnare av sporten var han känd i Sverige och utomlands. Genom kungens personliga engagemang och också genom instiftandet av KLTK med dess omfattande turneringsverksamhet (se nedan), kom dock svensk tennis länge av många att förknippas med kungahuset och "överklass". En bredare folklig förankring, med ökande antal aktiva, fick svensk tennis senare med framgångarna för Kalle Schröder och efterföljarna Lennart Bergelin, Torsten Johansson, Sven Davidson, Ulf Schmidt och Jan-Erik Lundqvist.
Gustaf V fick postumt ett internationellt erkännande för sina insatser för svensk tennis då han 1980 upptogs i International Tennis Hall of Fame.

### KLTK bildas

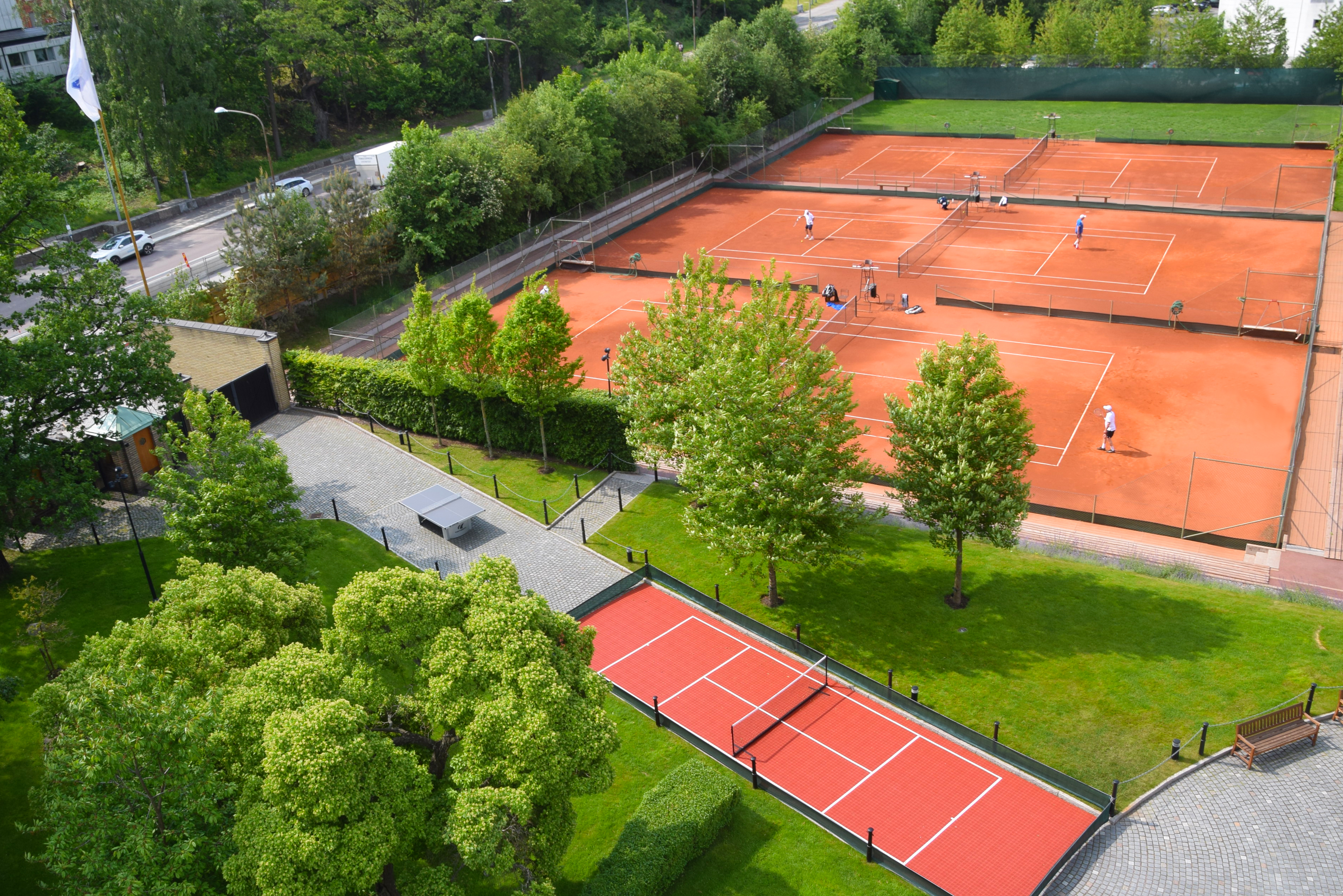
Kungliga tennishallens utomhusanläggning med fem grusbanor och en hard court-bana.

KLTK instiftades 1896 på personligt initiativ av kronprinsen. Vid första planeringsmötet för klubbens tillblivelse deltar, förutom Kronprinsen, stallmästare Sager, greve Taube, kapten Balck och direktör Forsling. Uppgiften för klubben var ända från början att utbilda goda tennisspelare och genom sin verksamhet i övrigt främja sporten i Sverige. Fram till 1983 var medlemsantalet maximerat till 75 personer, som förväntades delta i av klubben anordnat gruppspel. Dessutom fanns det en junioravdelning på cirka 60 tenniselever. Genom sitt begränsade medlemstal kom klubben från början att anses som exklusiv. Från 1983 är dock alla som ryms inom verksamheten välkomna, och 2019 hade KLTK 1999 medlemmar. Klubbens verksamhet omfattar bland annat elitsatsningar, turneringsverksamhet, seriespel och barn- och ungdomsverksamhet. Den första internationella tävlingen arrangerade KLTK redan 1898. En elitakademi under namnet Academy of KLTK, med syfte att utbilda lovande unga svenska tennisspelare till framtida världsstjärnor, drivs inom ramen av klubbens verksamhet.

### Framstående medlemmar
Kronprins Gustaf, sedermera Gustaf V, var klubbens förste ordförande (1896–1909). Fram till sin död år 1950 var han "hedersordförande". Ett exempel på kungens internationella inflytande är när han under andra världskriget kunde förmå företrädare för nazi-regimen i Tyskland att släppa den för subversiv verksamhet anklagade tennisspelaren Gottfried von Cramm, som resten av kriget fick en fristad i Sverige. Bland andra ordföranden märks kung Gustaf VI Adolf, Marcus "Macke" Wallenberg och Peter "Pirre" Wallenberg. Marcus "Husky" Wallenberg är nuvarande ordförande och kung Carl XVI Gustaf är klubbens "beskyddare".
Bland kända medlemmar, tidigare och nuvarande, kan nämnas Sigrid Fick, Elsa Wallenberg (Lilliehöök),  Lennart Bergelin, Ulf Schmidt, Ove Bengtson, Magnus Norman, Thomas Enqvist, Thomas Johansson och Robin Söderling. Bland hedersmedlemmarna finner vi, utöver medlemmar av Sveriges Kungahus, USA:s tidigare president George Bush (d.ä.), Sveriges första kvinnliga OS-medaljör Märtha Adlerstråhle och legendaren Björn Borg.

### Kungliga tennishallen

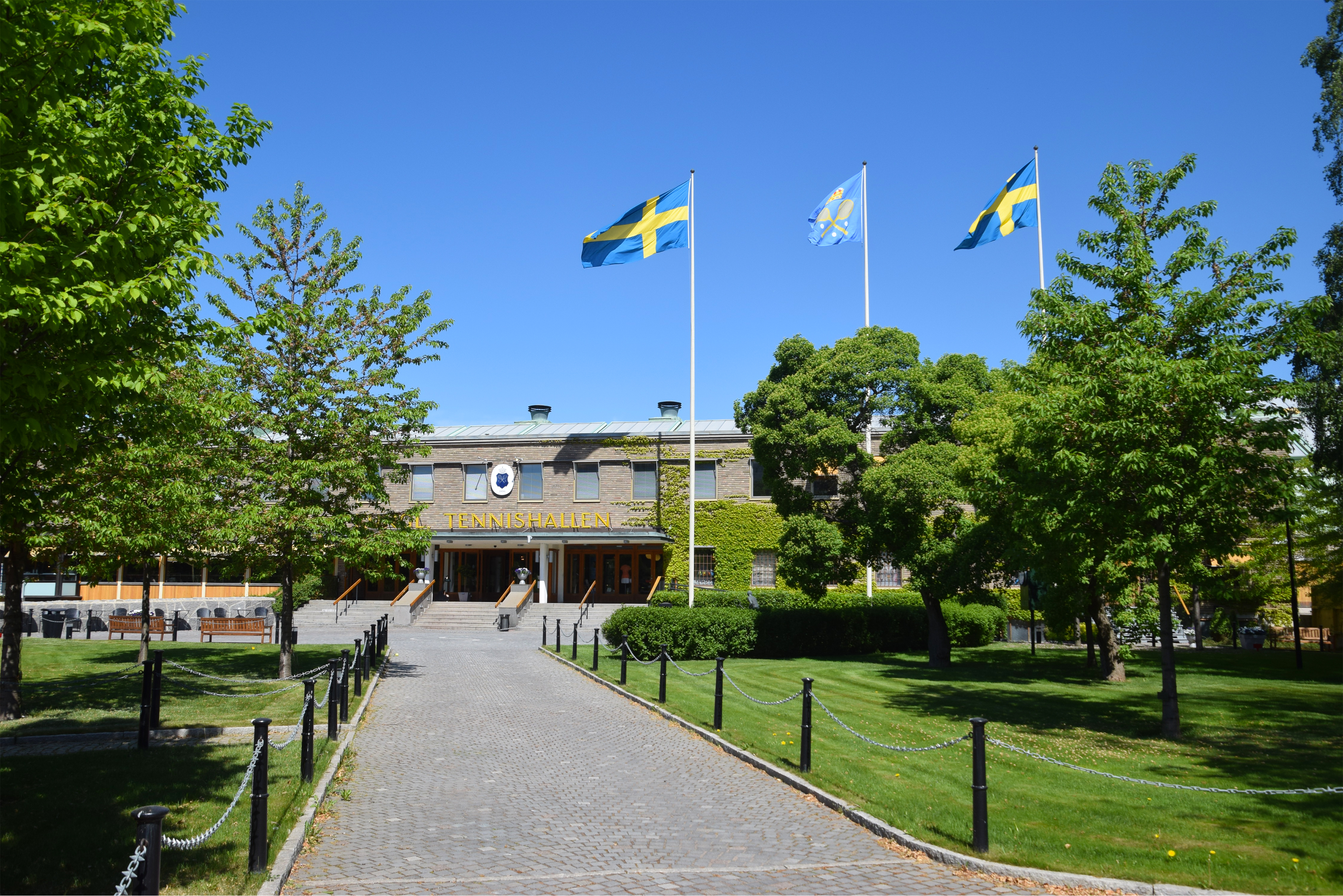
Entrén till Kungliga tennishallen.

År 1943 uppfördes Kungliga tennishallen vid Lidingövägen i Stockholm. De två främsta ekonomiska tillskyndarna för den nya hallen var Gustaf V och Marcus Wallenberg. Från början fanns fyra banor och en centercourt. En utomhusanläggning tillkom 1949. På 1970-talet byggdes åtta squash-banor och 1981 ytterligare inomhusbanor. Sedan 2012 har tennishallen 15 inomhus- och sex utebanor för tennis. Anläggningen har också pool, restaurang och ett gym. Kungliga tennishallen nyttjas även för externa evenemang så som konserter, TV-galor, bolagsstämmor, utställningar, konferenser med mera.

## Turneringsverksamhet
KLTK är medarrangör av Stockholm Open, som från startåret 1969 spelas i Kungliga tennishallen. Mellan 1989 och 1994 spelades turneringen i Globen. Stockholm Open är ett flertal gånger, av professionella spelare på ATP-touren, utsedd till världens mest trivsamma och välarrangerade turnering.
KLTK organiserar också tävlingen Kungens kanna & Drottningens pris. I Kungliga tennishallen har också ett antal Davis Cup-matcher spelats. Bland dessa märks DC-finalen 1975, då det svenska laget med Björn Borg och Ove Bengtson besegrade laget från Tjeckoslovakien och för första gången hemförde Davis Cup-titeln till Sverige.